# Riesenkleiber

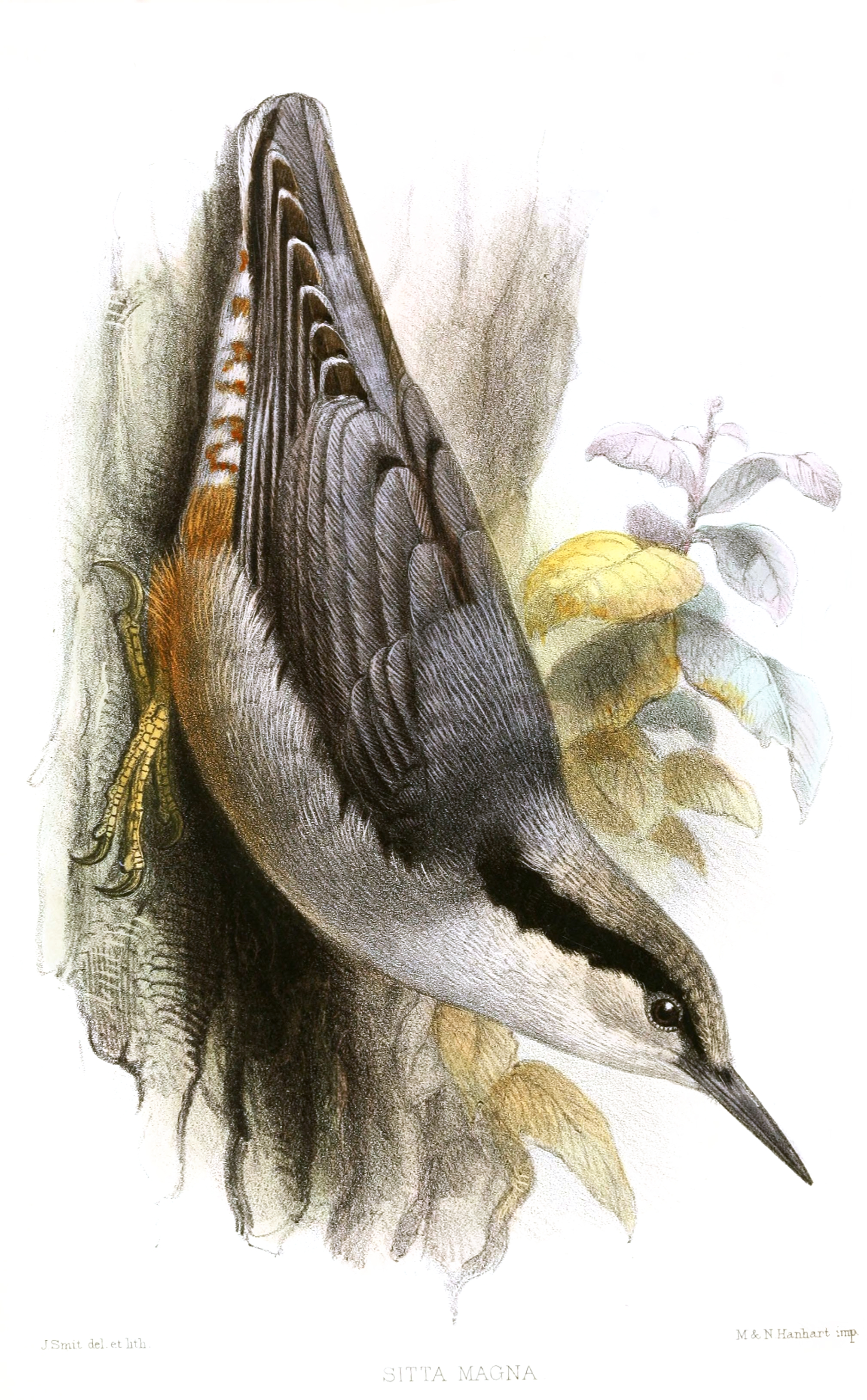
Riesenkleiber, Illustration

Der Riesenkleiber (Sitta magna) ist eine südostasiatische Vogelart aus der Familie der Kleiber und mit 19,5 cm die größte Art der Gattung Sitta. Er besiedelt Teile des südwestlichen Chinas, des nordwestlichen Myanmars und den äußersten Nordosten Thailands. Er lebt in Kiefernwäldern und ist aufgrund der Abholzung seiner Lebensräume bedroht.

## Beschreibung
Der Riesenkleiber ist mit 19,5 cm Körperlänge die größte Kleiberart. Er wirkt verhältnismäßig langschwänzig, die Flügel sind breit und geben dem Flug einen schmetterlingsartigen Eindruck. Die Schwanzlänge beträgt 58–54 mm. Die Flügellänge des Männchens liegt zwischen 115 und 121,5 mm, die des Weibchens zwischen 115 und 119 mm. Der Schnabel, der zwischen 29 und 33 mm lang ist, ist schwarz und an der basalen Hälfte des Unterschnabels etwas heller. Beine und Füße sind grünlich schieferfarben. Die Iris zeigt eine nussbraune Färbung.
Die Geschlechter unterscheiden sich nur geringfügig. Beim Männchen ist der Scheitel hellgrau. Die Stirn ist wie die breiten Überaugenstreifen, die an den Nackenseiten bis auf den Rand des Rückens verlaufen, glänzend schwarz. Bei einigen Individuen ist auch der Scheitel schwarz oder schwarz gestrichelt. Der Nacken ist noch heller als der Scheitel und setzt sich deutlich vom Rücken und dem Schultergefieder ab, die ein mittleres Blaugrau zeigen. Bürzel und Oberschwanzdecken sind mittelgrau. Ohrdecken, Wangen, Kinn und Kehle sind weißlich, die übrige Unterseite – inklusive der vorderen Halsseiten – ist gräulich weiß bis sehr hell grau. Die Bauchmitte zeigt einen beigen Anflug. Die 	 rotbraunen Unterschwanzdecken tragen breite weiße Spitzen. Die Schenkel zeigen eine zimtfarbene Färbung. Die kleinen und mittleren Armdecken sind grau mit blaugrauen Säumen, Handdecken und Alula schwarzgrau mit blaugrauen Säumen. Die Außenfahne der größten Feder des Fittichs ist weißlich. Die großen Armdecken sind wie die Schwungfedern schwärzlich graubraun mit helleren, teils blaugrauen Säumen und Spitzen. Auf der Flügelunterseite sind im Flug die hellen Säume der Schwingen als breites Band sowie schwarze Karpalflecken erkennbar. Die mittleren Steuerfedern sind bläulich überhaucht graubraun. An den danebenliegenden schwarzbraunen Steuerfedern zeigen sich dunkelblaugraue Spitzen, die zur Schwanzaußenseite breiter werden und auf den Innenfahnen einen subterminalen, weißen Fleck umschließen. Die sechste, äußere Schwanzfeder zeigt zudem ein subterminales Feld auf der Außenfahne.
Beim Weibchen ist der schwarze Überaugenstreif matter, der Nacken beige überwaschen und der Rücken blasser und weniger bläulich. Die Unterseite zeigt deutlich eine zimtfarbene Tönung. Die Jungvögel ähneln den Weibchen, zeigen aber einen dunkleren, leicht hell gefleckten Scheitel und sind sonst noch blasser ausgefärbt. Die Schirmfedern und großen Armdecken tragen warmbraune Säume, der Schnabel ist etwas kürzer.
Die Altvögel durchlaufen im November und Dezember eine Teilmauser, die sich auf Kehle und Nacken beschränkt. Nach der Brutzeit im Mai findet dann eine Vollmauser statt. Über die Mauser der Jungvögel ist nichts bekannt.

## Stimme
Der häufigste Ruf ist ein gereihtes, dreisilbiges gd-da-da, das etwas an das „Schäckern“ der Elster erinnert. Manchmal bekommt es als gi-di-ku eine melodischere Ausprägung mit Betonung auf der letzten Silbe oder wird zu einem harschen, wiederholten gu-drr zusammengezogen. Zudem wird ein langgezogener Laut wie von einer Kindertröte beschrieben. Bei einem hohen, auffälligen Pfeifen, das mit kurzen Abständen immer wieder wiederholt wird, könnte es sich um den Gesang handeln (Hörbeispiel).

## Verbreitung

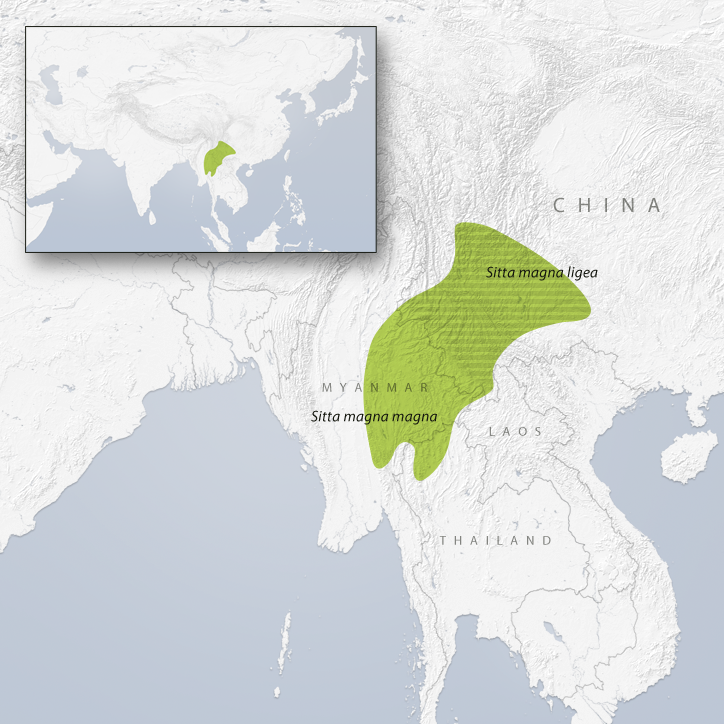
Verbreitungsgebiet des Riesenkleibers

Die Verbreitung reicht etwa von Mogok in Myanmar westwärts und dort südwärts in den Shan- und bis in den nördlichen Kayin-Staat. In China findet sich die Art im äußersten Süden Sichuans und im südlichen und westlichen Yunnan. Eventuell kommt sie auch im angrenzenden Laos und im äußersten Südwesten von Guizhou vor. Nordwärts reicht die chinesische Verbreitung bis zum Yulong Xueshan und ostwärts etwa bis Xingyi. In Thailand beschränkt sich die Verbreitung auf den äußersten Nordwesten.

## Geografische Variation
Die geografische Variation fällt nur geringfügig aus, man unterscheidet zwei Unterarten. Die nördliche Unterart ligea ist insgesamt kleiner und schlanker und hat einen kürzeren Schnabel.
- S. m. magna Ramsay, 1876 – nordöstliches Myanmar und nordwestliches Thailand, eventuell südliches Yunnan
- S. m. ligea Deignan, 1938 – südwestliches China

## Lebensraum
Den Riesenkleiber findet man meist in mittleren bis höheren Lagen von etwa 1000 bis 2000 m über dem Meer. In Yunnan wurden aber auch Beobachtungen bis in 3350 m Höhe gemacht. Er ist ein Standvogel, der offenbar auch aus höheren Lagen im Winter nicht abwandert.
Die Art ist eng an Kiefern gebunden. Im Hügelland Thailands findet man sie in offenen, immergrünen Mischwäldern mit eingestreuten Beständen großer, alter Khasi-Kiefern (Pinus kesiya) und dort zumeist auf den trockeneren Hügelrücken. Manchmal hält sie sich auch an Einzelbäumen in offenerer Landschaft auf.

## Bestand und Gefährdung
In Myanmar wurde die Art noch 1986 als häufig beschrieben, in China ist sie selten und im nördlichen Thailand offenbar nur lokal verbreitet. Da ihre Lebensräume immer mehr zurückgehen, wird sie von der IUCN als bedroht eingestuft. Wo nicht ganze Wälder durch Abholzung bedroht sind, sind es oft Kiefern, die selektiv als Feuerholz geschlagen werden. Da intakte Wälder überwiegend nur noch in Höhen über 1800 m existieren, wo die Art meist nicht mehr vorkommt, ist der Bestand vermutlich stark rückläufig. Der Weltbestand wird grob auf 2500–9999 Exemplare geschätzt.